# Theristus parasetosus
Theristus parasetosus är en rundmaskart. Theristus parasetosus ingår i släktet Theristus, och familjen Monhysteridae. Arten är reproducerande i Sverige.